# 矢口美香
矢口 美香（やぐち みか）は、アラビア民族舞踊・ベリーダンサー、マジシャン。神奈川県、鎌倉市生まれ。
父は劇画家の佐藤まさあき。

## 人物・来歴
- 関口義人の著書『ベリーダンス〜伝統と革新のあいだで』(彩流社 2015年)で 父は劇画家の佐藤まさあきとインタビューに答えている。
- 父のすすめで演劇の世界に入る。
- 映画会社『東映』の専属女優「東城美帆」としてデビュー。
- ベリーダンスに目覚め、エジプト、米国、ドイツを訪れベリーダンスの勉強をする。
- 阿木燿子、初監督の東映映画『TANKA』に抜擢される。
- 『Dance art Atelier Pasha 』を主催。
- ベリーダンスチーム『オリエンタル ・ローズ』のリーダー。
- ベリーダンスジャパン（イカロス出版）vol25,vol36に特集が掲載される。
- 2014~2016年に開催された「BellyDanceChina」にゲストとして招聘されオープニングショー、クロージングショー、講師を務める。
- 葉月美香の名前でマジシャンとしても活躍。
- 『東京演芸協会[2]』『日本奇術協会』の会員。

## 映画
- 「TANKA」（東映、2006年）
- 「別れぬ理由」（東映、1987年）
- 劇場版「仮面ライダーBLACK」

## テレビ
- 鞍馬天狗（テレビ東京）
- あばれ八州御用旅（テレビ東京）
- 世界忍者戦ジライヤ（テレビ朝日）
- 仮面ライダーＢＬＡＣＫ（テレビ朝日）
- 高速戦隊ターボレンジャー
- 長七郎江戸日記
- 魔法少女ちゅうかなぱいぱい!（1989年）
- 美少女仮面ポワトリン（1990年）
- 付き馬屋おえん事件帳（1990年）
- 不思議少女ナイルなトトメス（1991年）
- フジヤマ☆スタア[3]（関西テレビ、2007年11月29日）
- クイズ!紳助くん[4]（2007年）
- あらびき団
- 外科医有森冴子（日本テレビ）
- 刑事貴族２
- はぐれ刑事純情派
- ＠サプリッ！（日本テレビ）
- ブロードキャスター（ＴＢＳ）